# Kaiser-Wilhelm-Denkmal (Bad Gastein)

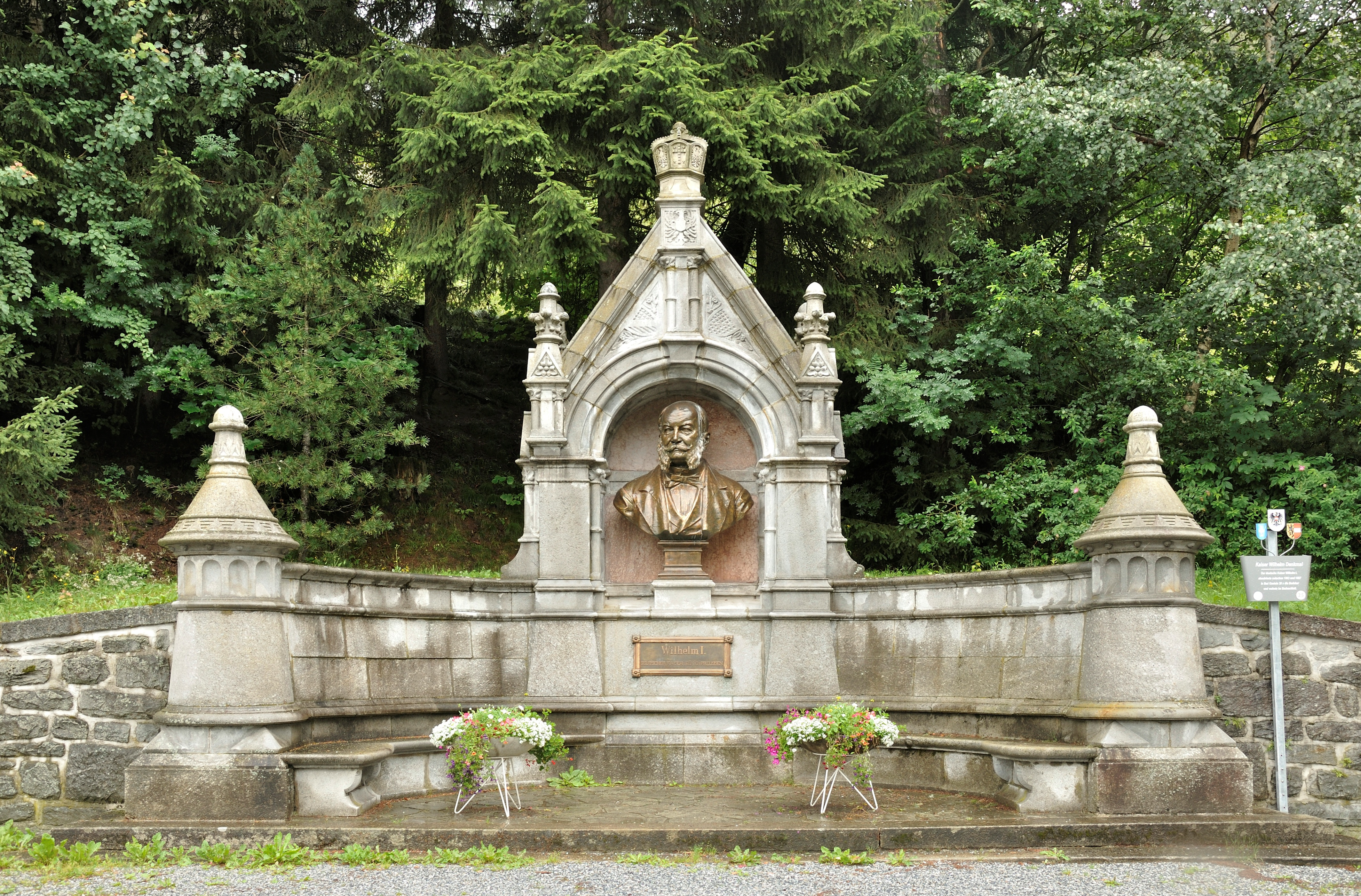
Kaiser-Wilhelm-Denkmal in Bad Gastein

Das Kaiser-Wilhelm-Denkmal im Kurort Bad Gastein im Land Salzburg in Österreich wurde 1889 zur Erinnerung an die zwanzig Kuraufenthalte des deutschen Kaisers errichtet und steht unter Denkmalschutz (Listeneintrag). Das Denkmal befindet sich in der Kaiser-Wilhelm-Promanade, die zu Ehren des Kaisers benannt wurde.

## Geschichte
In den Jahren 1863, 1864 und 1865 verbrachte Wilhelm I., damals noch König von Preußen, seine ersten Badekuren in Gastein. Er quartierte sich inkognito als Graf von Zollern im Hotel Badeschloss ein.
Mit ihm kamen sein Kanzler Fürst Otto von Bismarck und der Kronprinz Friedrich von Preußen.
Die Gasteiner Konvention, die Bismarck mit dem österreichischen Vertreter Gustav von Blome im Zimmer Nr. 7 des Hotels Straubinger verhandelte, wurde am 14. August 1865 unterzeichnet, konnte den Preußisch-Österreichischen Krieg jedoch nicht verhindern.
Nach Beendigung des Deutsch-Französischen Krieges von 1870/71 kam Kaiser Wilhelm jährlich zur Kur nach Gastein und stieg dabei immer im Badeschloss ab.
Der deutsche Kaiser liebte „sein Gastein“, wie er es nannte.
Diese Kaiseraufenthalte entwickelten sich von Jahr zu Jahr mehr zum Höhepunkt der Sommersaison.
In den Jahren 1879, 1881, 1885, 1886 und 1887 trafen hier der deutsche Kaiser Wilhelm und der österreichische Kaiser Franz Joseph I. zusammen.
Die erste Begegnung im Jahr 1879 hatte große politische Bedeutung, denn im Anschluss an das Kaisertreffen führen Otto von Bismarck, einquartiert im Schwaigerhaus, und der österreichische Außenminister Graf Andrássy, wohnhaft im Hotel Straubinger, Bündnisverhandlungen zum Abschluss des Zweibunds durch. Die Kaiserbegegnungen der Jahre 1885, 1886 und 1887 waren nur mehr Höflichkeitsbesuche, die Kaiser Franz Joseph seinem väterlichen Freund Wilhelm abstattete.
Der letzte prunkvolle Empfang für Kaiser Wilhelm fand im Jahr 1886 statt. 1887 kam der geschwächte Kaiser mit einem Gefolge von 55 Personen in Gastein an. Auf öffentliche Feierlichkeiten wurde deshalb verzichtet, lediglich Graf Sigmund von Thun und Hohenstein als Statthalter von Salzburg und der Gasteiner Bürgermeister Straubinger hießen den Kaiser im Badeschloss willkommen.
Insgesamt war Kaiser Wilhelm I. genau zwanzig Mal in Gastein auf Badekur gewesen. Nach Wilhelms Tod im März 1888 ließ Bürgermeister Straubinger einen Kranz aus 3000 Edelweiß-Blumen an dessen Bahre niederlegen. Das Gasteiner Museum bewahrt ein Handschreiben Bismarcks auf, in welchem dieser für die Anteilnahme Gasteins am Tod seines Kaisers dankte.
Am 17. Juni 1889 wurde das Denkmal nach einem Gottesdienst in der Christophoruskirche feierlich eingeweiht.

## Beschreibung
Das Denkmal aus Stein wurde 1889, ein Jahr nach Wilhelms Tod, zu dessen Ehren errichtet.
Die Bronzebüste im Zentrum des Denkmals wurde von deutschen Kurgästen gestiftet.